# Комплекс єврейських культових споруд (Іллінці)
 Комплекс єврейських культових споруд  в Іллінціях —  побудований  у XVIII ст . Будівля головної синагоги є однією із найбільших у Вінницькій області.
Комплекс єврейських культових споруд в Іллінцях включає в себе:
• Головну Синагогу
• Жіночу синагогу
• Будівлю хедеру і талмуд-тори.

## Історія

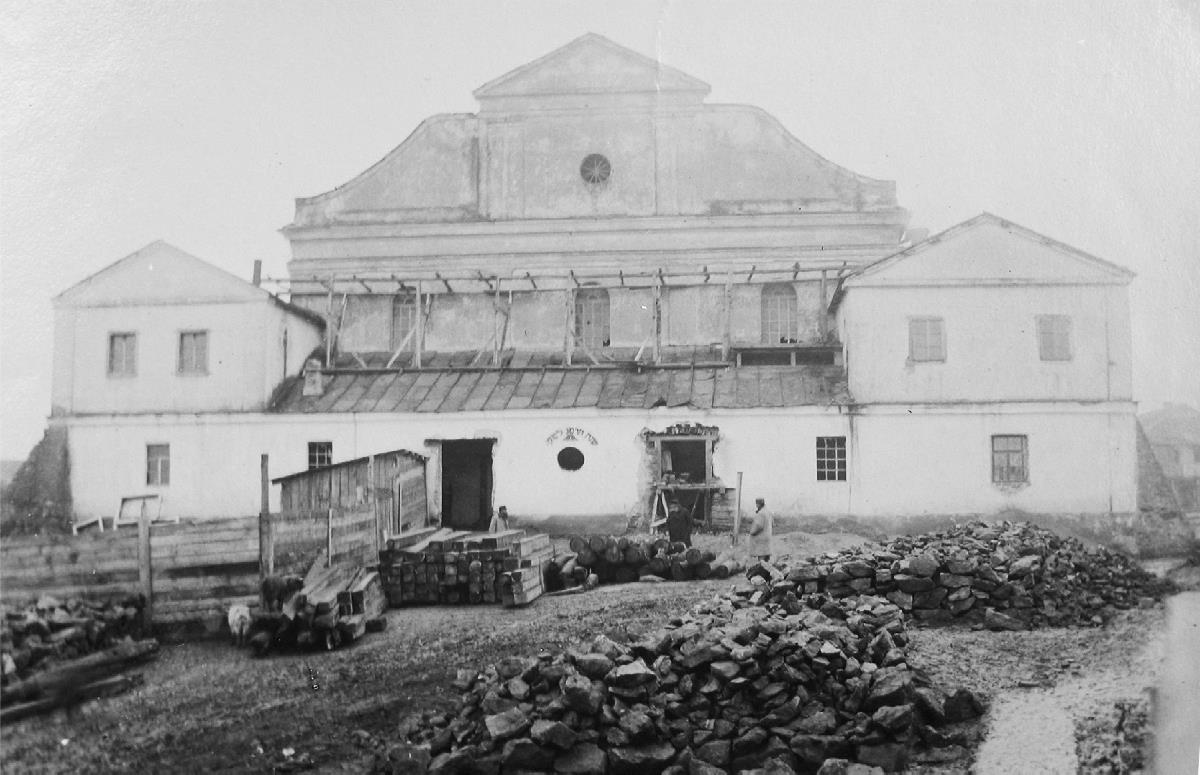
Велика синагога в Іллінцях, побудована наприкінці 18 ст.

Будівля синагоги є найбільшою в Вінницькій області. Збудована за канонами барокової архітектури.
Під час Голокосту на території комплексу діяло «іллінецьке гетто». Куди було зігнано із містечка і навколишніх сіл біля 5 тисяч євреїв.
Після другої світової війни у місті майже не залишилось єврейського населення. Хедер і Талмуд-Тору переобладнали у так звану «крупорушку» —млин. У синагозі розмістили цех меблевої фабрики, зараз використовується як столярна майстерня.

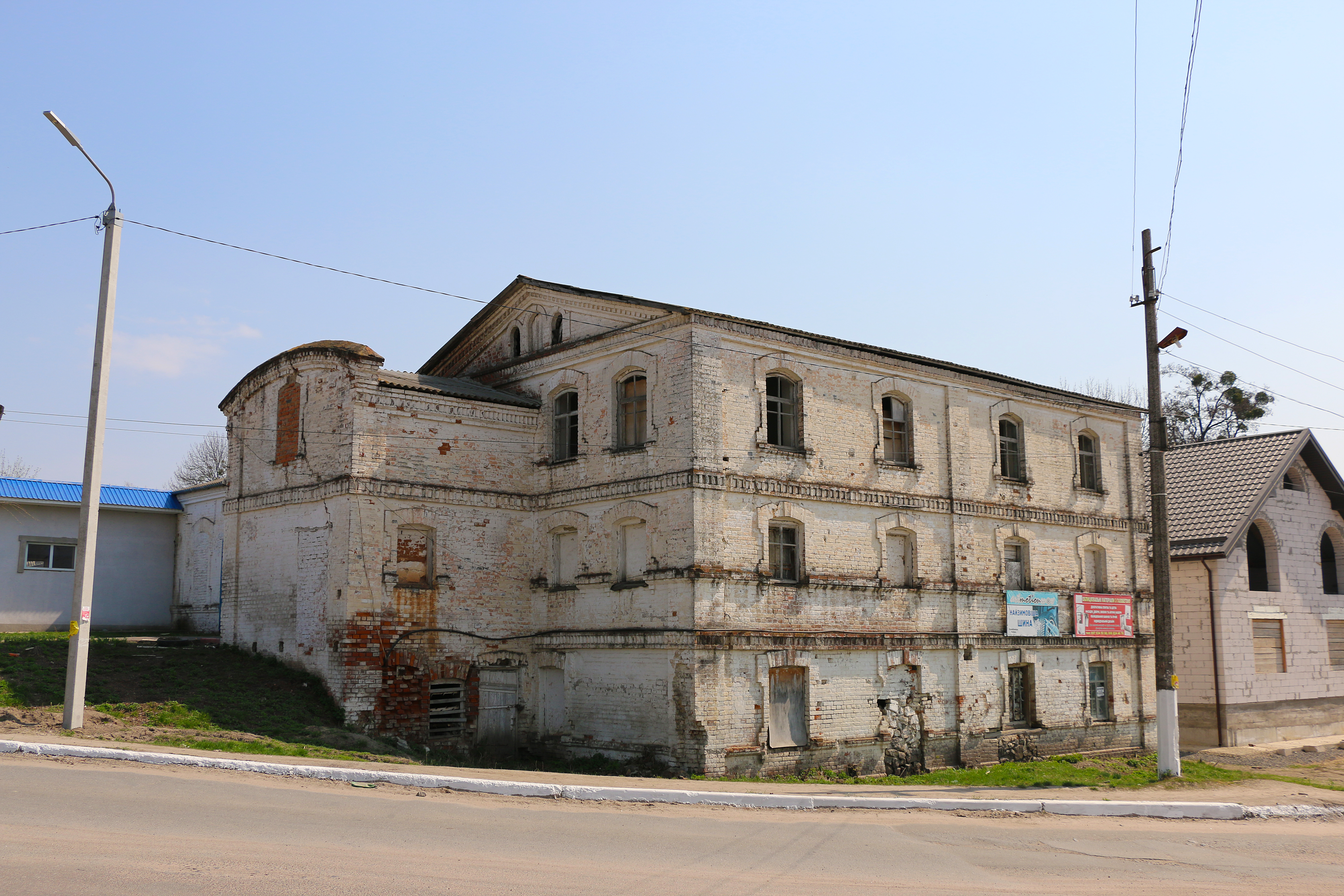
Іллінці, вул. Пестеля 9. Синагога для бідних.

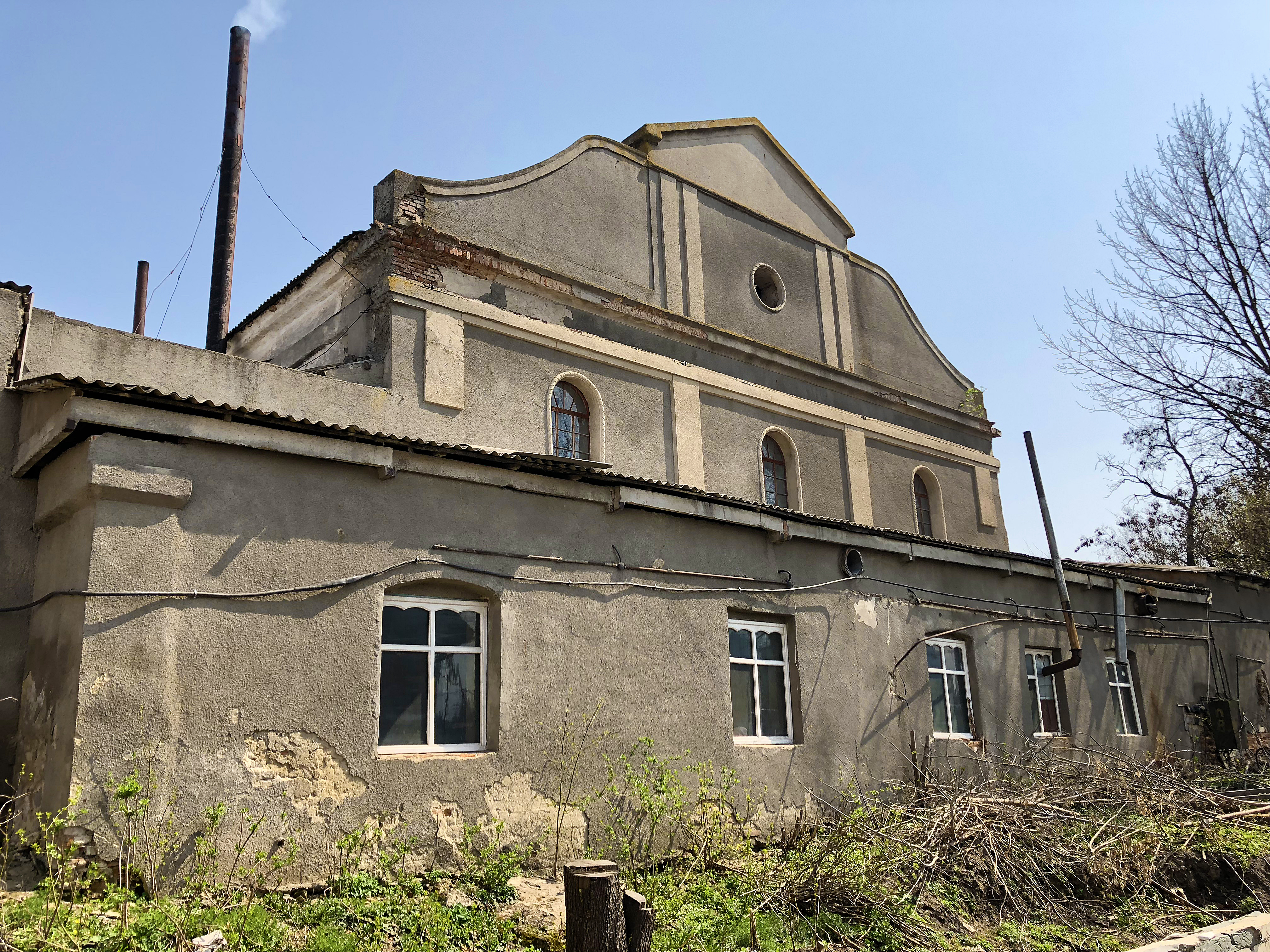
Сучасне фото

У 1999 році було проведено часткові зовнішні оздоблювальні роботи на фасаді синагоги. Збережена ліпнина облямівка віконниць у формі косички.